# Дорофеев, Владимир Игоревич
Владимир Игоревич Дорофеев (1 марта 1950, Белёв, Тульская область — 20 января 2022, Белёв, Тульская область) — советский футболист, нападающий, известен игрой за ЦСКА в 1970-х. Мастер спорта СССР (1972). Сыграл несколько матчей за молодёжную, олимпийскую и вторую сборные СССР.

## Биография
Владимир Дорофеев родился в Белёве в семье потомков белёвского купца Дорофеева, известного тем, что в его доме умерла императрица Елизавета Алексеевна. В 10 лет начал заниматься футболом в местной команде «Юный Локомотивец», игравшей на стадионе «Локомотив». Ребята тренировались сами, так как детской команде не полагалось тренера. В 1967 был приглашён играть в тульский «Металлург», который принял Алексей Водягин. С первого же полноценного сезона 1968 Дорофеев стал лучшим бомбардиром своей команды в чемпионате, забив 7 мячей. В 1969 «Металлург» вылетел классом ниже, где Дорофеев забить 19 мячей за первенство. В этом же 1970 году впервые туляки вышли в стадию 1/16 финала Кубка страны, где первые встретились в официальном матче с представителем высшей лиги. В 1/16 «Металлург» в упорной борьбе уступил «Пахтакору» (0:0, 1:3). После окончания сезона Дорофеев, защитник Бабенко и полузащитник Николай Журида перешли в состав чемпиона страны ЦСКА.
Журида не сыграл ни одного матча, а Дорофеев и Бабенко с первых же матчей сезона 1971 стали игроками старта. Дорофеев забил во втором же своём матче — кутаисскому «Торпедо» в матче на Кубок. Далее в 10 играх на первенство забил 5 мячей, сыгравшись с линией нападения клуба. ЦСКА при этом шёл в середине таблицы, что не устраивало руководство во главе с маршалом Гречко, и оно потребовал от главного тренера Николаева прекратить совмещение работы в сборной и клубе. Николаев оставил сборную, хотя вывел её в финальную часть чемпионата Европы и не проиграл ни одного матча, и сосредоточился на ЦСКА. Но Дорофеев перестал забивать, ЦСКА падал всё ниже, и в итоге лишь по разнице мячей остался в высшей лиге. Осенью 1971 ЦСКА дебютировал в еврокубках. После гостевой ничьей с «Галатасараем» дома на 6-й минуте Дорофеев получил пас из глубины, вышел один на один с вратарём и забил гол. Это был первый домашний гол ЦСКА в еврокубках. Вскоре турки опять ошиблись с офсайдом, и Оглоблин с Дорофеевым разыграли до верного. ЦСКА победил 3:0.
В сезоне 1972 Дорофеев вновь забил 6 мячей и стал лучшим бомбардиром клуба, вместе с Поликарповым и Теллингером. В этом году был приглашён сразу в две сборные. В олимпийскую сборную на товарищеский матч с немцами, где Дорофеев забил (2:0) и в молодёжной сборной стал участником первого в истории чемпионата Европы для игроков не старше 23. Дорофеев принял участие в полуфинальном московском матче против Болгарии (3:3), что на фоне гостевой победы позволило пройти в финал, и двух финальных матчей с чехословаками — 2:2 в Москве и 1:3 в Остраве. Проиграв, сборная получила лишь серебро. В том же сезоне Дорофеев ещё раз сыграл за молодёжку с французами (3:1).
Сезон 1973 был для форварда самым удачным. 13 голов — 9 в чемпионате и 4 в кубке, опять игра за молодёжную сборную со шведами (2:2), а также ещё за одну сборную, на этот раз вторую — в матче с кубинцами (1:1) Дорофеев забил гол. К сожалению это оказался последний удачный сезон форварда. Дальше пошло по нисходящей. Сезон 1974 — 2 мяча, сезон 1975 — 2 мяча, за весь сезон 1976 — 6 игр и 0 мячей за год.
В сезоне 1977 Дорофеев перешёл в ростовский СКА, отыграл 12 матчей и вернулся обратно. И почти сразу забил победный гол в Днепропетровске, добив мяч после удара Копейкина. После 1977 года Дорофеев в 27 лет уехал работать играющим тренером в футбольную команду Южной группы войск, дислоцирующуюся в Венгрии, с которой выиграл несколько армейских турниров.
В 1980-е работал в СДЮШОР ЦСКА. В 2000-е вернулся в родной Белёв на административную работу. В сезоне 2007, когда тульский «Арсенал» потерял профессиональный статус, и в чемпионат ЛФЛ туляки заявили команду под названием «Оружейник», Владимир Дорофеев возглавил клуб. Но, продержался лишь до половины сезона, после чего его сменил Валерий Хмыкин.
Скончался 20 января 2022 года на 72-м году жизни.

## Статистика выступлений
| Клуб                 | Сезон            | Чемпионат | Чемпионат | Кубок | Кубок | Еврокубки | Еврокубки | Итого | Итого |
| Клуб                 | Сезон            | Игры      | Голы      | Игры  | Голы  | Игры      | Голы      | Игры  | Голы  |
| -------------------- | ---------------- | --------- | --------- | ----- | ----- | --------- | --------- | ----- | ----- |
| Металлург (Тула)     | 1967             | 1         | 0         | 0     | 0     | 0         | 0         | 1     | 0     |
| Металлург (Тула)     | 1968             | 25        | 7         | 0     | 0     | 0         | 0         | 25    | 7     |
| Металлург (Тула)     | 1969             | 17        | 2         | 1     | 0     | 0         | 0         | 18    | 2     |
| Металлург (Тула)     | 1970             | 28        | 19        | 4     | 1     | 0         | 0         | 32    | 20    |
| Металлург (Тула)     | Итого            | 71        | 28        | 5     | 1     | 0         | 0         | 76    | 29    |
| ЦСКА                 | 1971             | 26        | 6         | 4     | 1     | 4         | 2         | 34    | 9     |
| ЦСКА                 | 1972             | 25        | 6         | 6     | 1     | 0         | 0         | 31    | 7     |
| ЦСКА                 | 1973             | 25        | 9         | 4     | 4     | 0         | 0         | 29    | 13    |
| ЦСКА                 | 1974             | 19        | 2         | 2     | 0     | 0         | 0         | 21    | 2     |
| ЦСКА                 | 1975             | 16        | 0         | 2     | 2     | 0         | 0         | 18    | 2     |
| ЦСКА                 | 1976 (в)         | 3         | 0         | 1     | 0     | 0         | 0         | 4     | 0     |
| ЦСКА                 | 1976 (о)         | 2         | 0         | 0     | 0     | 0         | 0         | 2     | 0     |
| ЦСКА                 | 1977             | 7         | 1         | 0     | 0     | 0         | 0         | 7     | 1     |
| ЦСКА                 | Итого            | 123       | 24        | 19    | 8     | 4         | 2         | 146   | 34    |
| СКА (Ростов-на-Дону) | 1977             | 12        | 2         | 2     | 0     | 0         | 0         | 14    | 2     |
| СКА (Ростов-на-Дону) | Итого            | 12        | 2         | 2     | 0     | 0         | 0         | 14    | 2     |
| Всего за карьеру     | Всего за карьеру | 206       | 54        | 26    | 9     | 4         | 2         | 236   | 65    |